# Postscheckamt Königsberg
Das Postscheckamt Königsberg war ein Postscheckamt in Königsberg, der Hauptstadt der Provinz Ostpreußen.

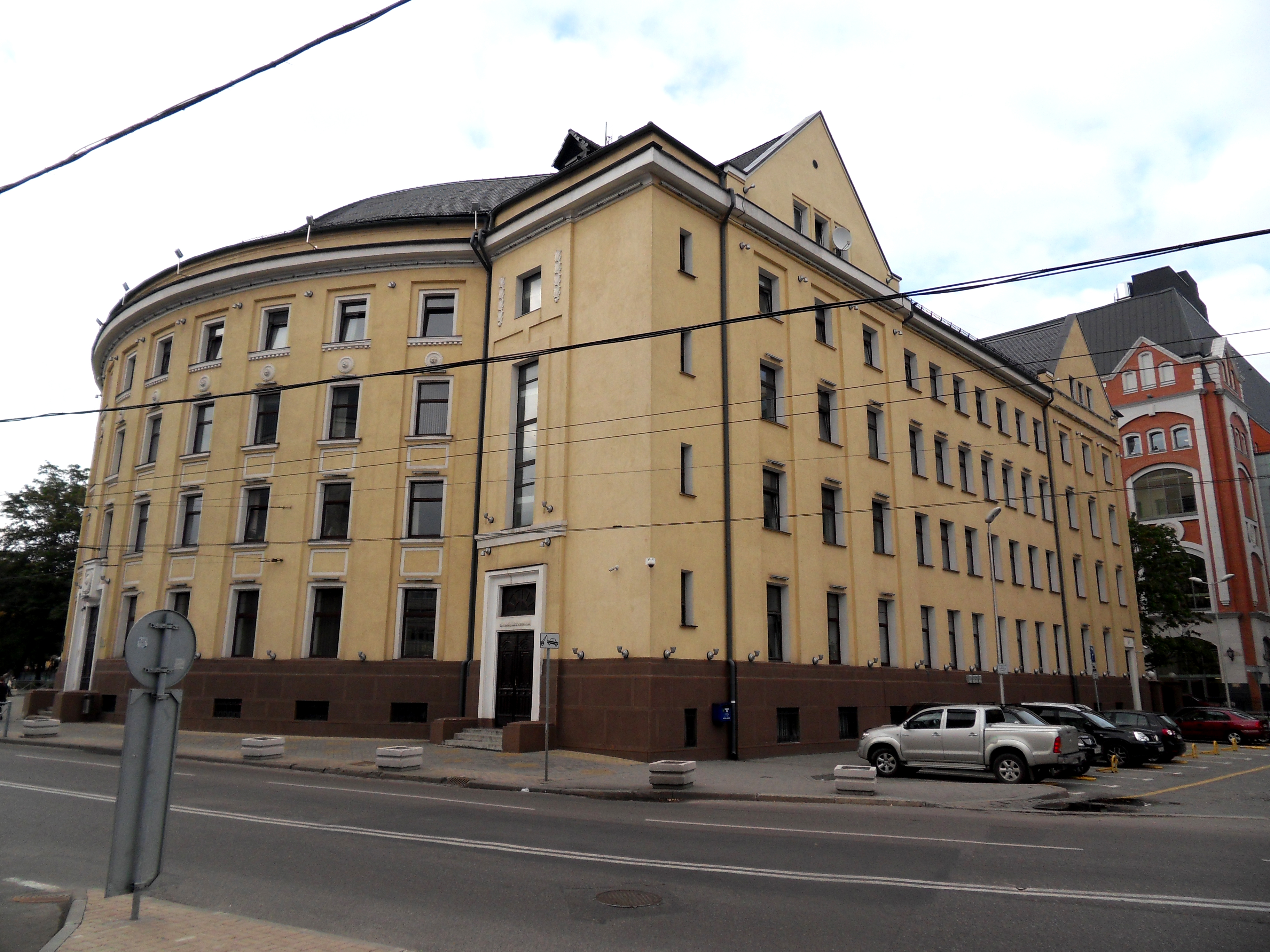
Gebäude Янтарьэнерго

Der Postscheckbetrieb der Deutschen Reichspost begann am 1. Januar 1909. Zunächst war für Ostpreußen das Postscheckamt Danzig zuständig. Zum 1. Juli 1916 wurde das Postscheckamt Königsberg für die Oberpostdirektions-Bezirke Königsberg und Gumbinnen eingerichtet.
Zu Beginn zählte man 2.325 Postscheckkunden, die Diensträume waren zunächst im Hauptpostamt an der Poststraße, dann in gemieteten Räumen an der Schönstraße gegenüber dem Postamt 8 untergebracht. 1924 wurde mit dem Bau eines eigenen Gebäudes am Deutschordenring (heute Prospekt Gvardeyskiy) / Kniprodestraße (heute Ul. Teatralnaya) begonnen, das Anfang 1926 bezogen werden konnte. 1928 hatte das Postscheckamt Königsberg bereits 18.000 Postscheckkunden. Das Gebäude überstand 1944 die Luftangriffe auf Königsberg. In der Schlacht um Königsberg 1945 war eine rechtzeitige Verlagerung nicht möglich. Die Amtsräume wurden mit den gesamten Unterlagen vernichtet. Das Gebäude blieb erhalten und ist heute Sitz des Energiekonzerns JantarEnergo.

## Gebäude
Das viergeschossige Verwaltungsgebäude wirkt mit seiner U-Form sehr elegant. Im ersten Stock, auf der Hofseite, wiederholt sich die Rundung, es erscheint eine großzügige Lichthalle, in die der Eintretende über die Treppe des Haupteingangs eintritt. Die geschwungenen Formen des Korridors gehen unmerklich in die beiden Verwaltungsblöcke über. Interessant für ein solches Verständnis von Monumentalität ist, dass die Rundung der Hauptfassade nicht in Form eines Halbkreises erfolgt, was nach damaliger Architekturauffassung der 20er Jahre durchaus üblich war, sondern in Form einer Art Viertelkreis, der auf rechteckigen Verwaltungsblöcken endet. Treppenhäuser und Toiletten sind sehr geschickt in diesen massiven Ecken platziert. Wie bei anderen Verwaltungsgebäuden dieser Zeit haben die Außenwände eine Wandstruktur und der Innenteil besteht aus Stahlbetonpfeilern, was eine freie Raumaufteilung für Büros unterschiedlicher Größe ermöglicht.
Die Krümmung der Hauptfassade wird durch zehn breite Pilaster über alle Geschosse gegliedert. Die beiden Eckfronten mit Treppenhäusern werden durch ein stark profiliertes 2-geschossiges Fenster akzentuiert. Ein einfaches, aber kraftvolles Gesims vervollständigt die Fassade. Das nächste steile Dach wurde nun durch ein flacheres ersetzt. Im Allgemeinen ist der ehemalige Zustand gut erhalten.
Dekorative Formen beschränken sich auf Rosetten an den Rändern der Brüstungen des vierten Stockwerks. Die monumentale Wirkung, wird hier mit Hilfe mächtiger Pilaster erreicht. Die schweren Rahmenfenster und Eingänge an den Eckfronten zeugen von der Amtsarchitektur.